# Encarsia madera
Encarsia madera is een vliesvleugelig insect uit de familie Aphelinidae. De wetenschappelijke naam is voor het eerst geldig gepubliceerd in 2009 door Myartseva.